# Partido de celebridades
Un partido de celebridades es una competición deportiva en la que participan celebridades y deportistas legendarios. Se realizan a veces por iniciativa de empresas para promocionar sus productos, y en otras ocasiones con fines benéficos.

## Ejemplos de partidos de celebridades
- All-Star Legends and Celebrity Softball Game (softball)
- NBA All-Star Weekend Celebrity Game (básquetbol)
- Toyota Pro/Celebrity Race (automovilismo)
- American Century Celebrity Golf Classic (golf)
- Bob Hope British Classic (golf)
- Doug Sanders Celebrity Classic (golf)
- La Velada del Año (boxeo)

- Datos: Q6064533